# Joan Vinzo Gil
Joan Manuel Vinzo Gil (Barcelona, 6 de juliol de 1969 - 8 de juny de 2018) fou un metge i polític català.
Regidor elegit a la llista del Partit dels Socialistes de Catalunya a Mataró, va ser quart tinent d'alcalde de l'Ajuntament de Mataró i va ocupar la cartera de Sanitat, Salut, Consum i Gent Gran Activa des de 2015, i va ser segon tinent d'alcalde i regidor també de Benestar Social i Habitatge des de 2017 i fins a la seva mort, el 2018. També va ser el president del Patronat de la Fundació Privada Hospital Sant Jaume i Santa Magdalena, a més de vocal del Consell Rector del Consorci Sanitari del Maresme. Mentre va ser regidor, va exercir també de vicepresident tercer del Consell Comarcal del Maresme.
El regidor Vinzo va ser l'impulsor de la nova Ordenança de tinença, protecció i control d'animals a Mataró, una normativa més orientada al benestar animal i que recull noves obligacions pels tenedors de gossos com l'obligació de portar una ampolla d'aigua per diluir les miccions dels animals a la via pública.
Era llicenciat en Medicina i Cirurgia, especialitzat en Pediatria, i en concret en neonatologia, exercint a l'Hospital de la Vall d'Hebron i a la Clínica Quirón de Barcelona. Des del 2007 treballava en l'àmbit de la gestió ocupant els càrrecs d'adjunt a Gerència i adjunt a la Direcció d'Organització i Sistemes d'Informació a la Gerència Territorial Metropolitana Nord de l'ICS, entre d'altres.